# Rasmus Rask
Rasmus Christian Rask, född den 22 november 1787, död den 14 november 1832, var en dansk språkvetare, som skrev åtskilliga grammatikor och arbetade med jämförande fonologi och morfologi. 

## Biografi
Rask gav ut den första isländska grammatiken i samband med en forskningsresa till Island. Han reste även genom Ryssland till Indien för att studera och jämföra språk. Strax före sin död anställdes han vid Köpenhamns universitet som professor i asiatiska språk. Han är en av grundarna till Det Kongelige Nordiske Oldskriftselskab.
Rasmus Rask anses som den moderna historiska språkvetenskapens fader och är särskilt känd för att tidigt ha formulerat vad som senare kom att kallas Grimms lag. Hans huvudverk är Undersøgelse over det gamle nordiske eller islandske Sprogs Oprindelse. Han använder där en strängare metod än de flesta tidigare forskare, i och med att han lägger mer vikt vid systematiska grammatik- och ljudöverensstämmelser än vid ytliga ordlikheter. 